# Église Saint-Jean-de-la-Cour d'Aubusson
Pour les articles homonymes, voir Église Saint-Jean.
L'église Saint-Jean-de-la-Cour est une ancienne église française située à Aubusson (Creuse).

## Historique
L'église est construite au XIIe siècle en surplomb du méandre que fait la rivière Creuse en entrant dans Aubusson.
Désaffectée depuis la Révolution française, elle est acquise en 1818 par la famille Sallandrouze, qui l'utilise alors comme chapelle privée et chapelle funéraire.
Inscrite en 2003 au titre des monuments historiques, elle sert désormais de salle d'exposition.